# 1913 w sztukach plastycznych

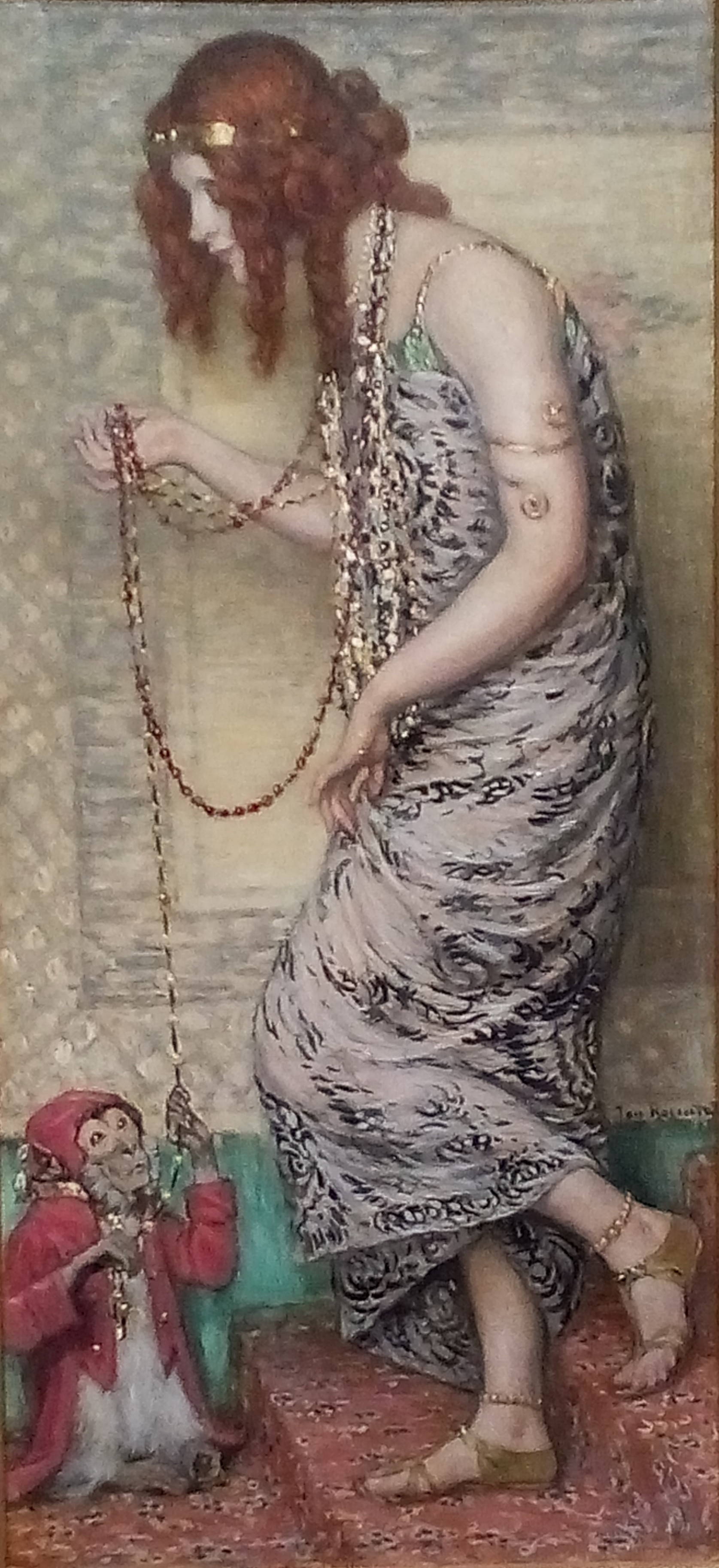
Janis Rozentals (łot. Janis Rozentāls, 1866-1916). Księżniczka i małpa. 1913. Jedna z wersji prezentowanych na wystawie poświęconej 150-leciu artysty w Rydze.

Wydarzenia w sztukach plastycznych i wizualnych w 1913 roku.

## Wydarzenia
- Powstała "Grupa Londyńska"[1].

## Malarstwo
- Franz Marc

Byk
- Kazimierz Malewicz

Czarny kwadrat na białym tle
- Edward Hopper

Most Queensborough
- Marc Chagall

Skrzypek (1912/13) – olej na płótnie
- Giorgio de Chirico

Tors kobiety i owoce
- Stanisław Ignacy Witkiewicz

Udzielny BYK na urlopie, portret Leona Chwistka – olej na bawełnie, 81,5x65
Autoportret – olej na płótnie, 60x79
- Pierre Bonnard

Stołowy pokój na wsi
- Józef Chełmoński

Żurawie o poranku – olej na płótnie, 102,5x180 cm

## Rysunek
- Stanisław Ignacy Witkiewicz

Furia Adormentata – węgiel na papierze, 48x63

## Ready-made
- Marcel Duchamp

Koło rowerowe

## Urodzeni
- 12 lipca – Robert Tetsu (zm. 2008), francuski malarz
- 19 września – Rudolf Uher (zm. 1987), słowacki rzeźbiarz
- Kajetan Sosnowski (zm. 1987), polski malarz

## Zmarli
- 2 sierpnia - George Hitchcock (ur. 1850), amerykański malarz
- 12 czerwca - Cyprian Dylczyński (ur. 1835), polski malarz